# Ratolí Pérez

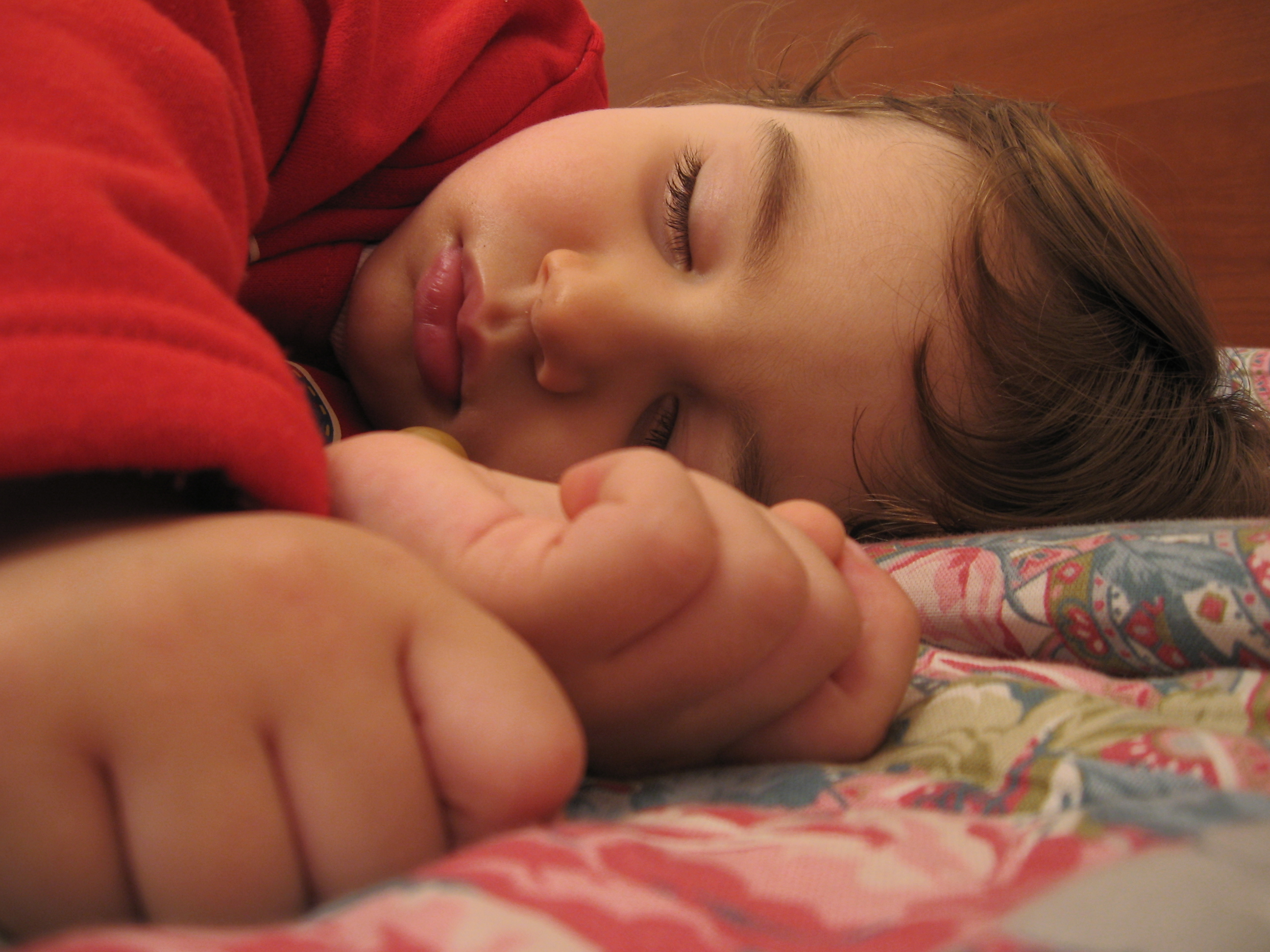
Infant dormint després d'haver deixat sota el coixí la seva dent

El Ratoncito Pérez o Ratolí Pérez és un personatge fantàstic que s'encarrega de recollir les dents que se'ls cauen als infants i que col·loquen sota el coixí. Mentre aquests dormen, el ratolí les cambia per dolços, monedes o altres regals. Es tracta d'una figura popular a les cultures espanyola i hispanoamericana, semblant a la fada de les dents, originada a Madrid l'any 1894.
La tradició és gairebé universal a les cultures espanyoles, però pren diferents formes en diferents àmbits. És conegut com "Ratoncito Pérez" als països de parla espanyola, amb l'excepció d'algunes regions de Mèxic, Guatemala, Perú i Xile, on se l'anomena "el Ratón de los Dientes", i a l'Argentina, Veneçuela, Uruguai i Colòmbia, se'l coneix simplement com "El Ratón Pérez". De la mateixa manera a les Filipines, alguns grups ètnics cristians tenen la mateixa al·lusió a una rata quan perden les dents. Tanmateix, a diferència dels països hispans, la rata no té nom.

## Origen
Un ratolí anomenat Ratón Pérez o "ratonpérez" o "ratompérez" va aparèixer per primera vegada a "Cuentos, oraciones, adivinanzas y refranes populares" (1877), de Fernán Caballero, pseudònim de Cecilia Böhl de Faber y Larrea, a " La hormiguita" com el seu marit amable i tímid, així com el marit de "La Ratita Presumida". Aquest personatge inspiraria més tard a Luis Coloma Roldán, que el faria part del folklore tradicional espanyol convertint-lo en una mena de Fada de les dents.
L'any 1894, Coloma va ser contractat per escriure una història per Alfons XIII, que acabava de perdre la dent als 8 anys. La història de Coloma segueix a Ratoncito Pérez que vivia amb la seva família en una capsa de galetes a Madrid, però sovint fugia de casa per les canonades de la ciutat i cap a les habitacions dels nens que havien perdut les dents. La història detalla com Ratoncito Pérez enganya amb astúcia els gats dels voltants que puguin estar a l'aguait, i inclou la seva interacció amb el rei Buby (el sobrenom de la reina Maria Cristina per a Alfons XIII).
L'ajuntament de Madrid va homenatjar a Ratoncito Pérez amb una placa commemorativa a l'exterior del magatzem on es deia que va viure el ratolí. La placa diu: "Aquí va viure, en una capsa de galetes, Ratoncito Pérez, segons el relat que el pare Coloma va escriure per al jove rei Alfons XIII". Ratoncito Pérez es va convertir així en el primer personatge de ficció homenatjat amb una placa per l'Ajuntament de Madrid. El manuscrit original de Coloma, amb la seva signatura i una dedicatòria al rei Alfons XIII, es troba ara a la volta de la Biblioteca del Palau Reial.

## Adaptacions
La història original de Coloma s'ha tornat a explicar i s'ha adaptat en diversos formats des que es va publicar a principis del segle xx. Un d'aquests relats va ser de Lady Moreton titulat "Perez the Mouse", que va publicar el 1915 i va atribuir a Coloma.
L'any 2006, la història es va rodar sota el títol Pérez, el ratolí dels teus somnis, dirigida per Juan Pablo Buscarini. El Ratoncito Pérez s'ha utilitzat en el màrqueting de Colgate a Veneçuela, i el personatge va aparèixer anteriorment al conte del Ratolí Van.
Altres adaptacions inclouen El ratoncito Pérez d'Olga Lecaye (1999), La mágica historia del Ratoncito Pérez de Fidel del Castillo (1996), ¡S.O.S., salvad al ratoncito Pérez! d'Eduardo Galán (1995), i Ratoncito Pérez, en Vuelo de Cometas de Vicenta Fernández Martín (1999).
El Ratolí Pérez fa una aparició a la pel·lícula de DreamWorks Animation L'origen dels guardians, quan una de les minifades de la fada de les dents el troba a la feina i l'enfronta abans que la fada de les dents aturi la baralla.
L'episodi de Handy Manny "La dent de Julieta" fa esment del "Sr. Pérez" entre altres sobrenoms per al "ratolí de dents" per agafar la seva dent després que Manny la recuperi de la trampa de l'aigüera.
A l'episodi 5 de la sèrie de televisió espanyola El Internado, Un cadáver en La Laguna, apareix The Ratoncito Pérez per tal de treure una dent a la Paula.

## El Ratolí Pérez a les escoles[calcitació]

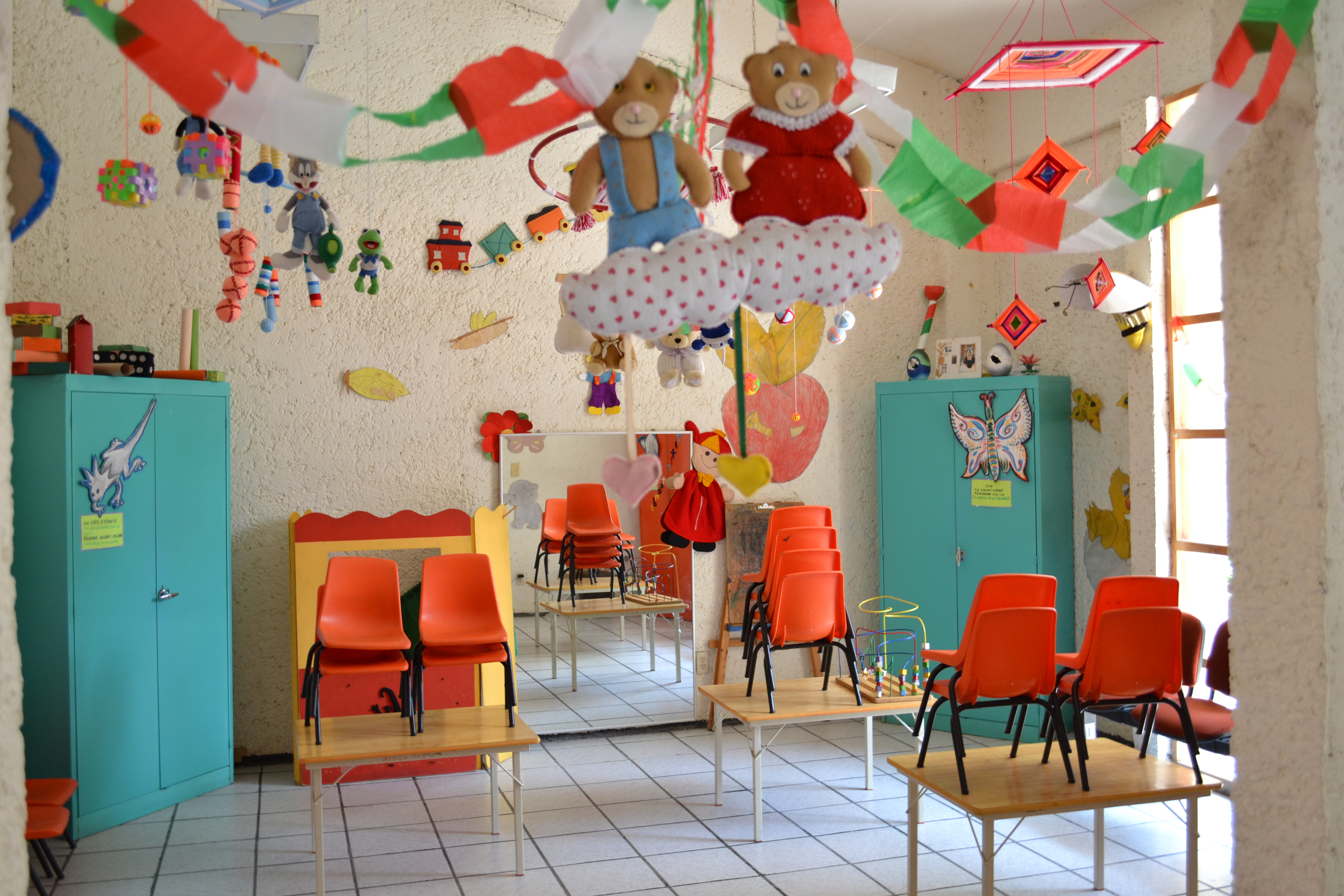

El Ratolí Pérez és un dels referents culturals més importants vinculats a la infància en el món hispànic. Introduir aquest personatge llegendari a les classes és una aposta per afavorir el desenvolupament de la competència sociocultural de l'alumnat. Al mateix temps, la figura del Ratolí Pérez pot ser un recurs de gran utilitat per fomentar la dimensió afectiva de l'aprenentatge, ja que, en tant que forma part de l'univers de la infantesa, ens permet crear connexions profundes entre professors i alumnes - sigui quina sigui la seva edat - a través de múltiples activitats de caràcter lúdic.